# Podococcus
Podococcus ist die einzige Gattung der Pflanzentribus Podococceae innerhalb der Familie der Palmengewächse (Arecaceae). Die nur etwa zwei Arten gedeihen in den Regenwäldern West- bis Zentralafrikas.

## Beschreibung

### Erscheinungsbild
Podococcus-Arten sind schlanke, aufrechte, unbewehrte Palmen mit gefiederten Blättern. Sie wachsen in Gruppen. Der Stamm ist aufrecht, schlank, Röhricht-artig, oder er ist unterirdisch. Der Stamm ist mit rötlich-braunen, faserigen Blattbasen bedeckt, später auch von diesen frei und mit Ringen der Blattnarben versehen. An der Stammbasis sind achselständige Stolone vorhanden, die sich horizontal ausbreiten, schließlich aufrecht wachsen, Wurzeln ausbilden und derart neue Sprosse bilden. Es werden auch Wurzeln mit Pneumatophoren gebildet.

### Blätter
Ein Palmenexemplar bildet wenige, gefiederte Blätter. Die ersten Blätter an neuen Sprossen sind ungeteilt, elliptisch, mit fiederig stehenden Rippen, gezähntem Rand und leicht zweiteiligem (bifidem) Ende. Die Blattscheide ist röhrig und reißt gegenüber dem Blattstiel auf mit faserigen Rändern. Der Blattstiel ist sehr schlank, an der Oberseite schwach gefurcht, an der Unterseite gerundet, mit punktförmigen Schuppen und einer abfallenden Behaarung besetzt. Die Blattrhachis gleicht dem Blattstiel, ist aber länger, wird zum Ende hin dünner und reicht auch durch das endständige, häufig bifide Endfiederchen hindurch.
Die Fiederblättchen sind rhombisch und einfach gefaltet. Die untere Hälfte jeden Blättchens ist keilförmig mit glattem Rand, die obere Hälfte ist dreieckig mit doppelt gezähntem Rand. Von der Blättchenbasis aus gehen fünf große Blattrippen, eine Mittelrippe ist nicht ausgebildet. Die Blattspreite ist an der Oberseite kahl, an der Unterseite sitzen schlanke, tanninhaltige Haare mit verdickter Basis.

### Blütenstände
Podococcus-Arten sind einhäusig getrenntgeschlechtig (monözisch) und blühen mehrmals. Die Blütenstände stehen einzeln zwischen den Blättern (interfoliar). Der Blütenstandsschaft ist sehr schlank und ist anfangs behaart. Das Vorblatt sitzt basal und ist röhrig, zweikielig und zerfällt in lange Fasern. Es gibt zwei bis drei Hochblätter am Blütenstandsschaft, die in großen Abständen über dem Vorblatt ansetzen. Die Hochblätter sind röhrig und zerfallen wie das Vorblatt. Die Blütenstände sind ährenförmig, zunächst aufrecht, zur Fruchtreife hängend. Podococcus-Arten sind proterandrisch. Die Blütenstandsachse ist etwa gleich lang oder länger als der Blütenstandsschaft und trägt in spiraliger Anordnung Blütentriaden, im distalen Bereich paarige oder einzelne männliche Blüten. Die Blüten stehen in Gruben. Die Hochblätter, die die Tragblätter der Triaden sind, sind lediglich als leicht erhobene untere Ränder der Gruben vorhanden. Die Deckblätter (Brakteolen) der Blüten sind häutig, unregelmäßig und meist spitz.

### Blüten
Die eingeschlechtigen Blüten sind dreizählig.
Die männlichen Blüten stehen meist adaxial zu den weiblichen. Die drei Kelchblätter sind frei, leicht gekielt, ihre oberen Enden sind unregelmäßig oder gerundet, ihre Basis ist imbricat. Die drei Kronblätter sind valvat und etwa doppelt so lang wie die Kelchblätter. Zur Blüte sind sie auf etwa zwei Dritteln ihrer Länge verbunden zu einem festen Receptaculum, das etwa so lange wie die Blütengrube ist. Die freien Kronzipfel ragen ins Freie und sind gespreizt. Die sechs Staubblätter stehen in zwei Kreisen, die äußeren gegenüber den Kelchblättern und kürzer als die inneren antepetalen Staubblätter. Die Staubfäden sind ahlenförmig, eher kurz und einwärts gekrümmt. Die Anthere sind kurz, dorsifix nahe der Basis und öffnen sich latrors. Die Konnektive sind tanninreich. Das Stempelrudiment ist kurz und dreilappig. Der Pollen ist ellipsoidisch mit leichter bis deutlicher Asymmetrie. Die Keimöffnung ist ein distaler Sulcus. Die längste Achse misst 27 bis 32 Mikrometer.
Die weiblichen Blüten sind symmetrisch. Die drei Kelchblätter sind frei und unregelmäßig sowie etwa halb so lang wie die Kronblätter. Die Kronblätter sind im unteren Drittel bis zur Hälfte miteinander verwachsen und verbunden zu einem festen Receptaculum, das in etwa so lange wie die Blütengrube ist. Die Enden der Kronblätter sind in der Knospe imbricat, zur Blüte ausgebreitet. Die sechs Staminodien sind sehr klein. Aus dreu Fruchtblättern entwickelt sich der eiförmige Fruchtknoten, er ist dreifächrig mit drei hängenden Samenanlagen oder mit zwei abortiven Fächern. Ein Griffel ist nicht ausgebildet. Die drei Narben sind kurz und während der Anthese zurückgekrümmt.

### Früchte und Samen
Die bei Reife leuchtend orangefarbenen Früchte sind lang, ellipsoid oder mit ellipsoiden Lappen; sie sind häufig gekrümmt. Die Früchte enthalten ein bis drei Samen. Die Narbenreste stehen bei dreisamigen Früchten zentral, bei ein- und zweisamigen seitlich. Die Basis der Frucht ist kurz gestielt, die Lappen entwickeln sich waagrecht zur Blütenachse. Das Exokarp ist dünn, glatt und eher lederig, das Mesokarp ist gelatine-artig und besitzt eine innere Lage von Fasern. Das Endokarp ist krustenartig. Der Samen ist ellipsoid, sitzt basal, und hat ein basales Hilum. Die Verzweigungsäste der Raphe anastomosieren. Das Endosperm ist homogen. Der Embryo setzt seitlich nahe der Mitte an.

## Standorte
Podococcus-Arten wachsen im Tiefland-Regenwald und kommen nur bis 200 km von der Küste vor. Das Verbreitungsgebiet überschneidet sich weitgehend mit der Verbreitung des Biafra-Waldes und eng verwandter Pflanzengesellschaften. Die Podococcus-Arten fehlen an Standorten, die vormals kultiviert waren und auch nahe Straßen. Sie wachsen meist auf ferrallitischen Latosol-Böden, sind aber nicht auf diesen Bodentyp beschränkt.

## Systematik und Verbreitung
Podococcus wurde 1864  durch Gustav Mann und Hermann Wendlandin Transactions of the Linnean Society of London, Band 24, Teil 3, Seite 426 aufgestellt. Typusart ist Podococcus barteri. Charles Barter und Gustav Mann waren die Entdecker der ersten Pflanzenexemplare. Der Gattungsname Podococcus setzt sich zusammen aus den altgriechischen Wörtern Podos für „Fuß“ und kokkus für „Samen oder Beere“ ab; ein Hinweis auf die charakteristischen gestielten Früchte.
Die Gattung Podococcus G.Mann & H.Wendl. bildet alleine die Tribus Podococceae in der Unterfamilie Arecoideae innerhalb der Familie Arecaceae gestellt und. Die Monophylie ist 2008 nicht untersucht. Die Podococceae bilden zusammen mit den Oranieae und den Sclerospermeae eine Klade.
Die Tribus Podococceae wurde 1986 durch John Dransfield und Natalie W. Uhl in Principes; Journal of the (International) Palm Society, Band 30, Teil 1, Seite 6 aufgestellt.
Die beiden Arten von Podococcus kommen in West- bis Zentralafrika von Nigeria bis Gabun vor, wobei das Areal vom Nigerdelta bis fast zum Kongo-Fluss reicht.
Es gibt nur zwei Arten:
- Podococcus acaulis Hua: Sie kommt in Gabun und in der Republik Kongo vor.
- Podococcus barteri G.Mann & H.Wendl.: Die Verbreitung reicht vom südlichen Nigeria bis zum westlichen und zentralen tropischen Afrika.

## Belege